# Enrique Vizcarra
Enrique Vizcarra Luna (Torreón, Coahuila, México, 24 de diciembre de 1975) es un exfutbolista mexicano. Jugaba como centrocampista y es el actual director técnico de los Alacranes de Durango

## Trayectoria
Debutó con el Club Santos Laguna el 17 de diciembre de 1995, en la victoria de su equipo 3-0 ante Monarcas Morelia. Jugó con el equipo desde 1995 hasta 2001 y consiguió los campeonatos de Invierno 96 y Verano 01. Pasó a jugar la temporada 2001-02 con el Deportivo Toluca y regresó al Santos para el Apertura 2002. En 2003 fue contratado por Monarcas Morelia y anotó su primer gol el 10 de abril de 2004, en el empate de Monarcas ante Atlas. Consiguió el subcampeonato del Torneo Clausura 2003.
Fue a jugar a la Primera División A con los Lobos BUAP en 2004, logró la titularidad en el equipo y anotó 25 goles en 91 partidos. Pasó al Puebla Fútbol Club por un torneo y después se fue a los Alacranes de Durango, donde terminó su carrera en 2011. Posteriormente regresaría al club ponzoñoso para ser su director técnico para el 2015

### Clubes
| Club                 | País                | Año         | Partidos | Goles | Media |
| -------------------- | ------------------- | ----------- | -------- | ----- | ----- |
| Club Santos Laguna   | México              | 1995 - 2001 | 45       | 0     | 0     |
| Deportivo Toluca     | México              | 2001 - 2002 | 15       | 0     | 0     |
| Club Santos Laguna   | México              | 2002        | 13       | 0     | 0     |
| Monarcas Morelia     | México              | 2003 - 2004 | 45       | 1     | 0.02  |
| Lobos BUAP           | México              | 2004 - 2007 | 91       | 25    | 0.27  |
| Puebla Fútbol Club   | México              | 2007        | 4        | 0     | 0     |
| Alacranes de Durango | México              | 2008 - 2011 | 80       | 7     | 0.1   |
| Total en su carrera  | Total en su carrera | 1995 - 2011 | 293      | 33    | 0.11  |

## Palmarés

### Campeonatos nacionales
| Título          | Club               | País   | Año  |
| --------------- | ------------------ | ------ | ---- |
| Torneo Invierno | Club Santos Laguna | México | 1996 |
| Torneo Verano   | Club Santos Laguna | México | 2001 |

otros logros
- Subcampeón del Torneo Clausura 2003 con Morelia.